# Charlotte Amalie Skeel (1685-1729)
 Der er flere personer med dette navn, se Charlotte Amalie Skeel.
Charlotte Amalie Skeel (født 1. april 1685 på Fussingø, død 28. april 1729 i København) var en dansk adelsdame.
Hun var eneste overlevende barn af Mogens Skeel og Helle Helene Rosenkrantz og dermed arving til stamhuset Fusingø, som faderen havde oprettet 1688. 8. januar 1702 ægtede hun Christian Ludvig von Plessen, som samtidig arvede stamhuset og ændrede navn til Scheel von Plessen. Charlotte Amalie Skeel er således stammoder til Scheel-Plessen-slægten.
Hun er begravet i Ålum Kirke.